# Isla Ratón
Isla Ratón est une ville du Venezuela, chef-lieu de la municipalité d'Autana dans l'État d'Amazonas. En 2005, sa population s'élève à 3 000 habitants.